# Savonnières-en-Perthois
Savonnières-en-Perthois é uma comuna francesa na região administrativa de Grande Leste, no departamento de Meuse. Estende-se por uma área de 10,07 km². Em 2010 a comuna tinha 422 habitantes (densidade: 41,9 hab./km²).